# Atriplectides
Atriplectides är ett släkte av nattsländor. Atriplectides ingår i familjen Atriplectididae.
Kladogram enligt Catalogue of Life:
| Atriplectides | \| \| Atriplectides dubius \| \| \| \| \| \| Atriplectides ikmaleus \| \| \| \| |
|               | \| \| Atriplectides dubius \| \| \| \| \| \| Atriplectides ikmaleus \| \| \| \| |
|               | Hughscottiella                                                                  |
|               |                                                                                 |
|               | Leptodermatopteryx                                                              |
|               |                                                                                 |
|               | Neoatriplectides                                                                |
|               |                                                                                 |
|               | Atriplectides dubius                                                            |
|               |                                                                                 |
|               | Atriplectides ikmaleus                                                          |
|               |                                                                                 |

|  | Atriplectides dubius   |
|  |                        |
|  | Atriplectides ikmaleus |
|  |                        |